# Pentacladia hatayensis
Pentacladia hatayensis är en stekelart som beskrevs av Miktat Doganlar 2003. Pentacladia hatayensis ingår i släktet Pentacladia och familjen hoppglanssteklar.
Artens utbredningsområde är Turkiet. Inga underarter finns listade i Catalogue of Life.